# Castello di Grazzano Visconti
Il castello di Grazzano Visconti è un fortilizio situato nell'omonima frazione del comune italiano di Vigolzone, in provincia di Piacenza.

## Storia
La località di Grazzano venne citata per la prima volta in documenti risalenti agli anni intorno al Mille in cui venivano donate alcune terre al monastero di San Savino di Piacenza.

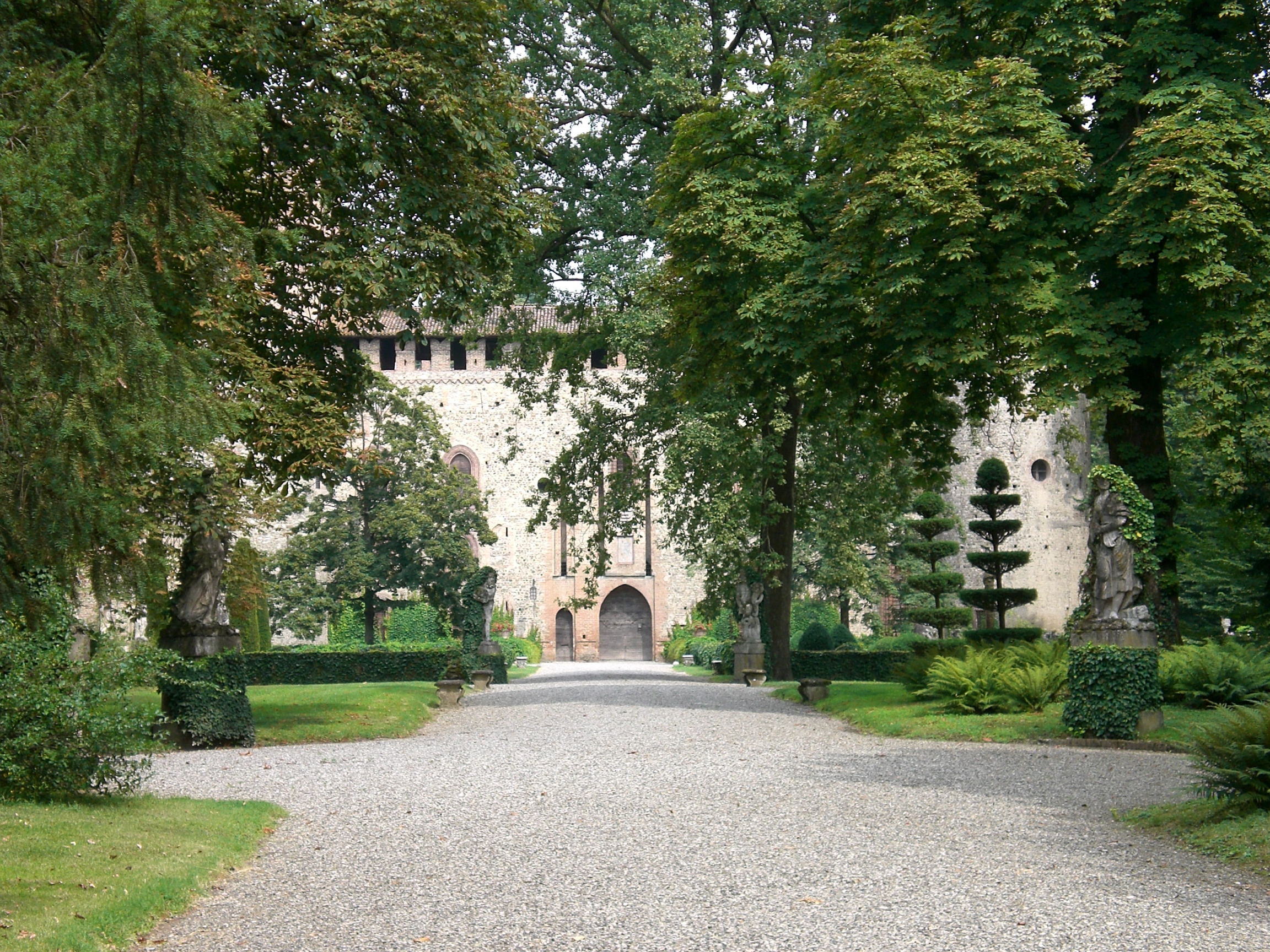
Il viale di accesso al castello

Fu costruito nel 1395, forse sui resti di una struttura preesistente, da Giovanni Anguissola a seguito del matrimonio con Beatrice Visconti, sorella del duca di Milano Gian Galeazzo.
Nel 1414 venne concessa a Bernardo Anguissola da parte del futuro imperatore Sigismondo di Lussemburgo l'investitura sul castello di Grazzano, insieme ai vicini castelli di Riva e Montesanto e ai villaggi di Carmiano e Ponte Albarola. Nonostante l'atto imperiale, l'Anguissola, a causa dell'ostilità della nobiltà piacentina, non riuscì a imporre il suo potere sulla zona fino al 1438 quando il duca di Milano Filippo Maria Visconti aggiunse ai diritti concessi da Sigismondo anche il diritto di regalie, con la "potestà di coltello" e concesse l'indipendenza dalla giurisdizione del comune di Piacenza. Nonostante altre lotte e controversie negli anni successivi, nel 1459 fu il duca Francesco Sforza a confermare la proprietà del feudo agli Anguissola, nella persona di Giovanni Anguissola.
Nel 1462, in seguito a una ribellione contadina sorta contro il potere sforzesco e sviluppatasi avendo come epicentro il castello di Niviano, distante pochi chilometri da Grazzano, si svolse nei pressi del castello una battaglia tra 500 soldati inviati dallo Sforza per sedare la rivolta e i ribelli, in seguito alla quale molti dei rivoltosi, tra i quali conte Onofrio Anguissola, furono fatti prigionieri, mentre il capo della sommossa Giacomo Pelizzari detto "Pelloia" fu costretto al suicidio.
Nel 1521 Grazzano venne raso al suolo e incendiato da parte delle truppe francesi guidate dal condottiero Lautrec che aveva avuto il comando di assaltare tutti i fortilizi alleati della famiglia Scotti, la quale aveva una parte attiva nelle lotte contro i francesi, nonostante la resistenza delle truppe fedeli al conte Francesco Anguissola. Nel 1526 Grazzano fu assaltata da parte dei lanzichenecchi.
Nel 1547 il castello ospitò gli incontri che portarono alla congiura culminata con l'uccisione del duca Pier Luigi Farnese da parte di Giovanni Anguissola di Grazzano. Dopo essere riparato in esilio, con il ruolo di funzionario dell'imperatore Carlo V, nel 1576 Giovanni Anguissola, che aveva riottenuto la proprietà del castello che gli era stata inizialmente confiscata, cedette l'edificio e tutti i diritti legati al feudo ai cugini Teodosio e Alessandro Anguissola, membri del ramo di Vigolzone, Folignano e San Polo della famiglia Anguissola. Nel 1599 il feudo grazzanese venne elevato a marchesato ad opera dei duchi Farnese.

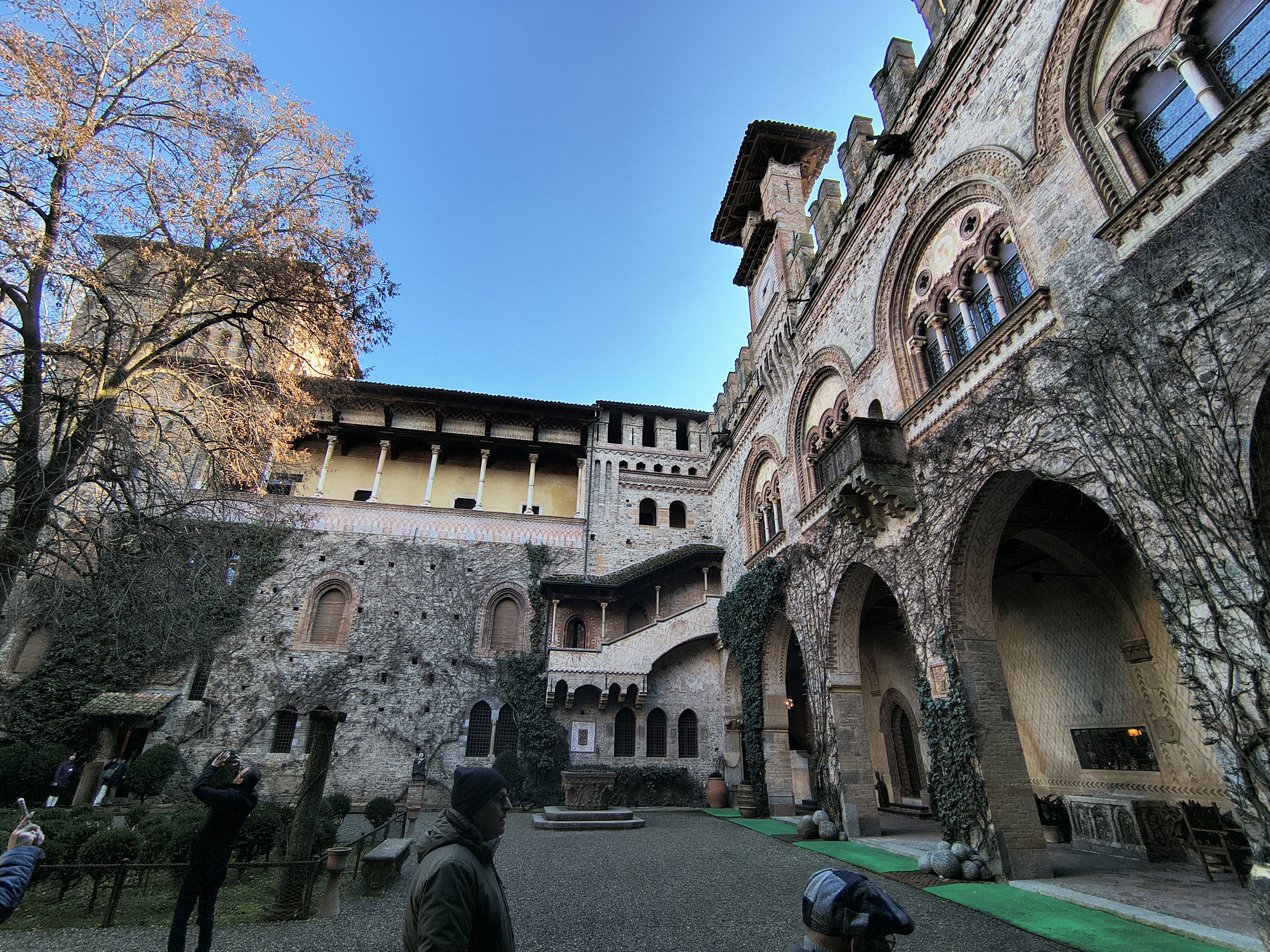
Cortile interno

Nel 1689 il castello fu interessato da alcuni lavori, dei quali il più impattante fu quello che comportò la sostituzione dell'originario ponte levatoio con una nuova più moderna struttura realizzata in muratura.
Durante l'ottocento il castello venne riadattato da parte della famiglia Anguissola a residenza di campagna.
Negli ultimi anni del XIX secolo gran parte del castello era in rovina: alcuni percorsi di camminamento e alcune logge erano pericolanti e, nel complesso, la stabilità dell'intero edificio risultava compromessa. Inoltre, nei pressi del castello, erano sorti umili edifici e stalle occupate da contadini locali.
Rimase proprietà della famiglia Anguissola fino alla morte senza eredi del conte Filippo, avvenuta nel 1870, in seguito alla quale passò alla madre Francesca, Fanny, nata Visconti, dalla quale pervenne, nel 1883, al nipote Guido Visconti di Modrone.
All'inizio del XX secolo Giuseppe Visconti di Modrone, figlio di Guido, concepì un ampio progetto di riqualificazione dell'area volto al recupero delle condizioni di stabilità dell'edificio, alla ridefinizione di parecchie sue caratteristiche e alla costruzione di un borgo fortificato in stile neogotico e rinascimentale situato nei pressi del castello, in sostituzione degli edifici rurali che erano sorti nel tempo. Il duca affidò il progetto della ristrutturazione del castello e della costruzione del borgo all'architetto Alfredo Campanini.
I lavori di costruzione del borgo tra il 1905 e il 1906 videro Giuseppe Visconti impegnato nei ruoli di direttore, pittore e affrescatore, mentre i lavori di restauro del castello medievale furono completati tra il 1906 e il 1908. Intorno al fortilizio venne realizzato anche un parco.
L'intervento si concluse dopo il 1915 con la fine dei lavori di sistemazione della piazza principale, detta del Biscione, dal simbolo della famiglia Visconti, dove vennero completate la torre merlata, la fontana, il pozzo realizzato in cotto e marmo rosa e il palazzo Podestarile.

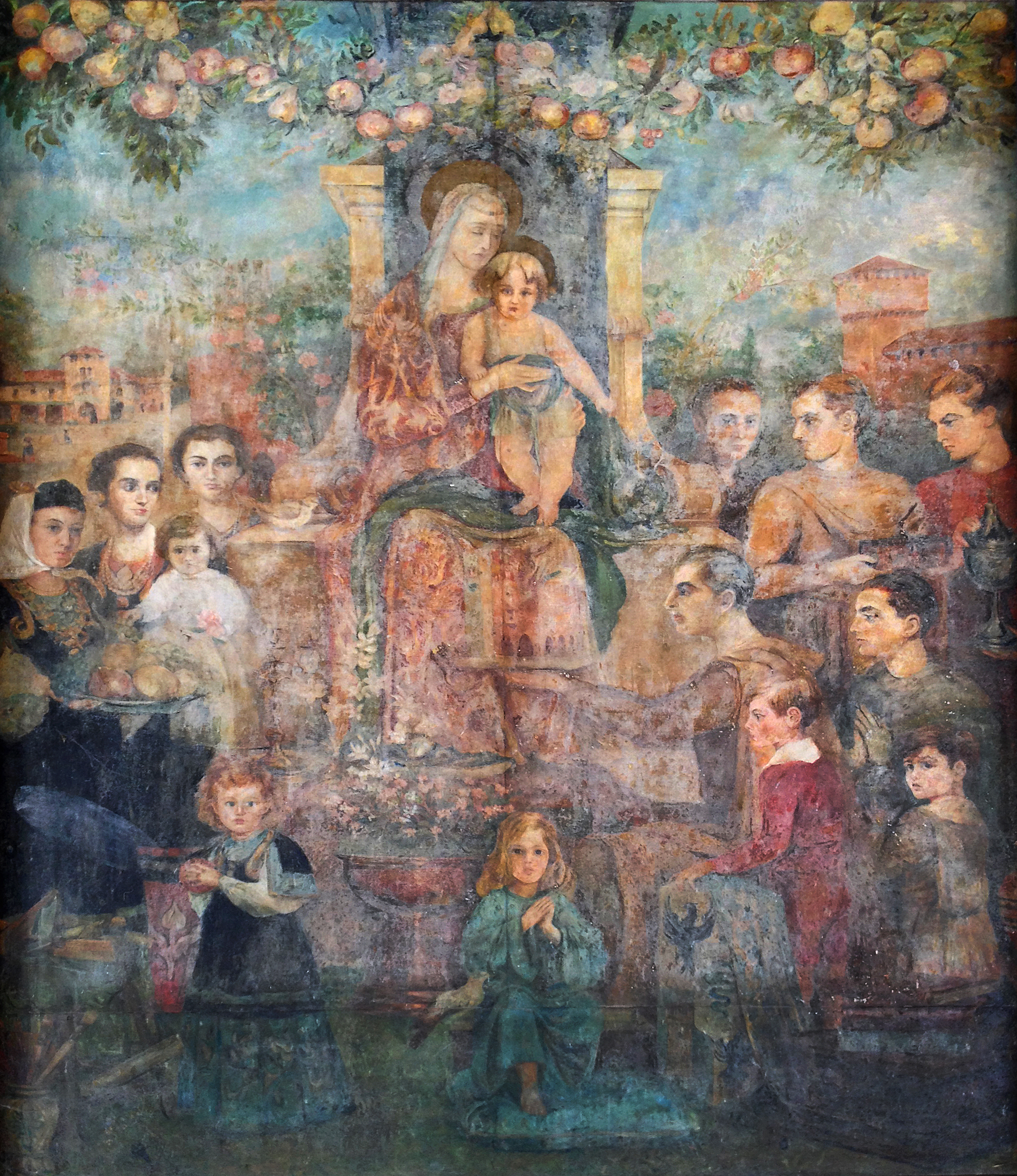
Dipinto su legno nel borgo sotto i portici

Nel 1937 Giuseppe Visconti di Modrone ottenne da parte del re Vittorio Emanuele III il titolo di duca di Grazzano Visconti.
Nel 1986 Grazzano ottenne il titolo di città d'arte dalla regione Emilia-Romagna.

## Struttura

### Castello
Il fortilizio medievale presenta una pianta quadrangolare con torri poste sui quattro angoli, due delle quali di forma cilindrica e due di forma quadrata. Edificato in pietra e laterizio, l'alternanza dei due materiali è sfruttata in chiave decorativa con l'alternanza di fasce e l'uso di profili in cotto su fondo in pietra. Gli edifici costituiscono tre lati del complesso, mentre il quarto è chiuso da un muraglione merlato; all'interno si trova una corte di forma quadrata dotata di portici. Il castello è circondato da un fossato: l'ingresso era originariamente consentito tramite un ponte levatoio, sostituito nel 1689 e di cui rimangono alcune tracce.
L'edificio ha subito un pesante rimaneggiamento durante i lavori effettuati all'inizio del novecento per opera di Giuseppe Visconti di Modrone: in origine esso presentava tre torri rotonde e una quadrata delle quali una sola era dotata di merlatura e che erano caratterizzate da un'altezza diversa rispetto all'aspetto novecentesco. Inoltre, il castello si sviluppava su due piani anziché i tre sui quali si sviluppa a seguito degli interventi di modifica.

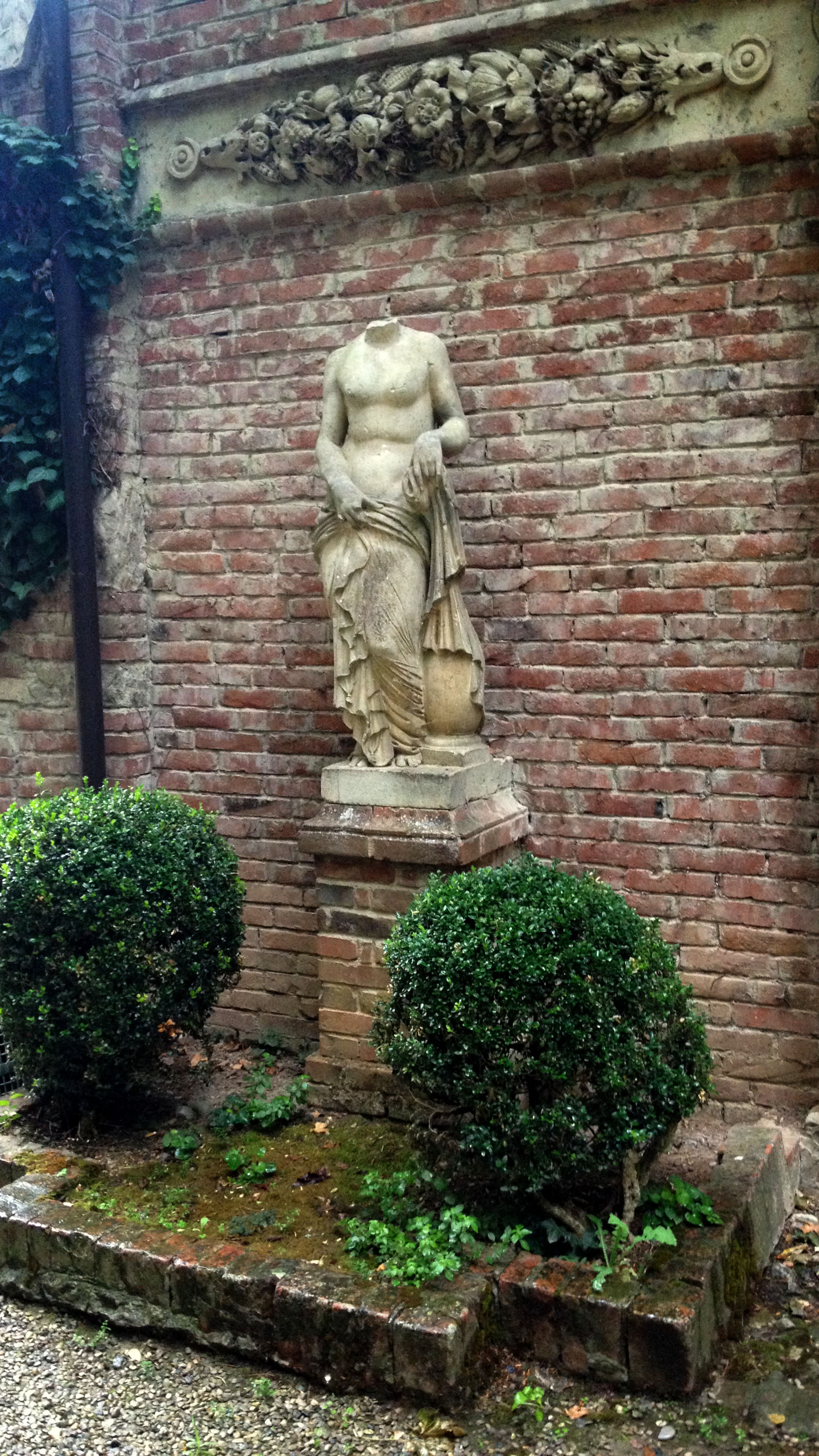
Statua nel borgo di Grazzano Visconti

### Parco
Il castello è circondato da un parco realizzato tra la fine del XIX e l'inizio del XX secolo per volere di Giuseppe Visconti di Modrone che si estende per circa 120000 m². Nel parco si trovano sia essenze arboree autoctone, tra cui la farnia, l'olmo, il pioppo nero, il nocciolo e l'acero campestre sia essenze provenienti dall'estero, come il cedro, il cipresso d’America e il bambù. Per rendere il parco maggiormente accessibile in tutte le stagioni, Visconti volle la presenza di diverse specie di conifere, tra le quali il già citato cipresso, il pino e il leccio. Tra le piante, sono presenti anche alcuni alberi secolari, il più vecchio dei quali è un platano di più di 150 anni.

### Borgo
Nei pressi del castello, nei primi anni del novecento, su iniziativa di Giuseppe Visconti di Modrone e con il supporto dell'architetto Alfredo Campanini, venne costruito ex-novo un borgo fortificato in stile neo-medievale. Eccetto il castello medievale e poche case risalenti al settecento, l'unico edificio situato all'interno del borgo, ma ad esso preesistente è la chiesa parrocchiale dei santi Cosma e Damiano, costruita nel 1650 su un preesistente edificio risalente almeno al XIII secolo, e che nella prima metà del novecento subì solo alcuni lavori di ristrutturazione, senza essere sottoposta alle profonde alterazioni che subì, invece, il castello.

## Infrastrutture e trasporti
Il borgo di Grazzano è interessato dal percorso della strada statale 654 di Val Nure.
A partire dal 1881 la località fu inoltre servita da una stazione della tranvia Piacenza-Bettola nelle vicinanze della quale si trovava anche un deposito di carbone. Nel 1886, con l'inaugurazione della diramazione per Rivergaro venne costruita una nuova stazione, dotata di binari di attesa e di ricovero, uno dei quali dedicato al trasporto merci La stazione tranviaria, a causa della sua funzione, era originariamente l'unico edificio del borgo con la facciata posta lungo la strada.
La linea per Bettola fu sostituita nel 1933 da un analogo impianto lungo la parallela nuova ferrovia gestita dalla Società Italiana Ferrovie e Tramvie e soppressa, infine, nel 1967. Come la quasi totalità degli edifici del borgo, anche la stazione, a differenza delle altre poste lungo linea, venne costruita in stile neo-medievale.